# Mubāhala
Mubāhala (arabisch مباهلة) war im alten Arabien ein Ritual der gegenseitigen Verfluchung, um im Sinne eines Gottesurteils die Wahrheit erkennen zu können. Der Fluch Gottes sollte über den heraufbeschworen werden, der irrt.
Auch Mohammed hat auf diese Form des Ordals zurückgegriffen, und zwar im Rahmen seiner Auseinandersetzung mit christlichen Abgesandten der Oase Nadschran über die Göttlichkeit des Jesus von Nazaret. Nach der Überlieferung von Ibn Ishaq forderte Mohammed die Christen zur Unterwerfung auf. Die jedoch antworteten, man habe sich bereits Gott unterworfen. Mohammed bezichtigte sie der Lüge, da sie Schweinefleisch äßen, das Kreuz anbeteten und behaupteten, Jesus sei der Sohn Gottes und forderte sie unter der Rezitation folgender Koransure zu einer gegenseitigen Verfluchung auf.

„Und wenn nun nach (all) dem Wissen, das dir (von Gott her) zugekommen ist, (irgend) welche (Gesprächspartner) mit dir darüber streiten, dann sag! ‚Kommt her! Wir wollen unsere und eure Söhne, unsere und eure Frauen und uns und euch (Männer) selber (zusammen)rufen und hierauf (jede Partei für sich) einen (gemeinsamen) Eid leisten und den Fluch Gottes auf diejenigen kommen lassen, die lügen.‘ (Dann wird sich zeigen, wer von uns im Besitz der Wahrheit ist.)“

Ein Mitglied der Delegation, das bereits zum Islam übergetreten war, gab demzufolge zu bedenken, es bringe Unglück, einen Propheten zu verwünschen. Man traf sich am nächsten Tag an einem abgelegenen Ort, der „Roten Düne“ in der Nähe Medinas. Die Christen erbaten sich Bedenkzeit und angesichts der möglichen Folgen und der wachsenden Macht Mohammeds baten sie darum, auf das Gottesurteil zu verzichten. Mohammed stimmte zu, forderte allerdings Tributzahlungen. Es wurde ein Schutzvertrag abgeschlossen und die Christen von Nadschran erhielten die Rechte und Pflichten von Dhimmis.
Weniger als ein Jahr später verstarb Mohammed aufgrund einer plötzlichen schmerzhaften Erkrankung am 8. Juni 632 (13. 3. 11 AH) im Haus seiner Frau ʿA’ischa in Medina.

## Im Schia-Islam
Für die Schiiten war das Ereignis der Mubāhala von zentraler Bedeutung, weil hierbei Mohammed seine Tochter Fatima, deren Mann Ali ibn Abi Talib und ihre Söhne Hasan ibn Ali und Husain ibn Ali unter seinen Mantel genommen haben soll, um gemeinsam gegen die Christen von Nadschran anzutreten. Aus diesem Vorfall wird eine Erwählung der Familie des Propheten, der sogenannten „Leute des Hauses“ Ahl al-bait, abgeleitet. Die Aussage in Sure 33:33, dass Gott die „Leute des Hauses“ läutern wolle, wird in der schiitischen Exegese als Vorausverweis auf die Mubāhala gedeutet. Bis heute bewahren verschiedene schiitische Gruppen, so zum Beispiel die Alawiten, das Andenken an die Mubāhala in Form eines Festes, das am 24. Dhū l-Hiddscha stattfindet.